# Torpille Whitehead
La torpille Whitehead a été la première torpille automotrice jamais développée. Elle a été perfectionnée en 1866 par Robert Whitehead  à partir d'une conception approximative conçue par Giovanni Biagio Luppis de la marine austro-hongroise à Fiume. Celle-ci était entraînée par un moteur à air comprimé à trois cylindres inventé, conçu et fabriqué par Peter Brotherhood (en). De nombreux services navals ont acheté la torpille Whitehead pendant les années 1870, y compris l'United States Navy. C'est à l'époque la seule admise en France.

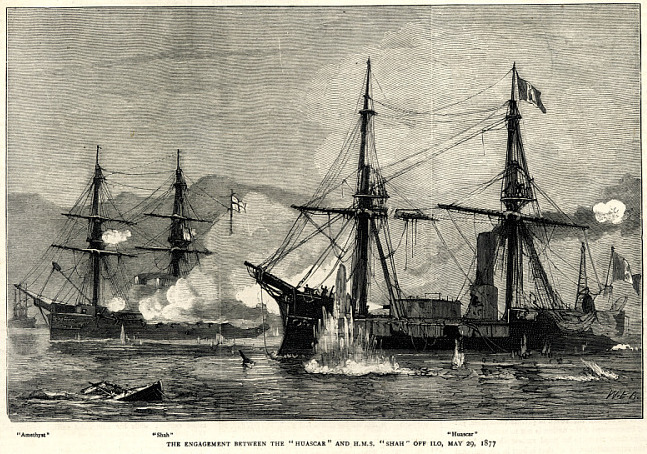
Engagement entre le Huascar et le HMS Shah à Ilo, le 29 Mai 1877

Elle fit ses premières armes en 1877 lors du Combat de Pacocha avant la guerre entre le Chili et le Pérou (Les premiers bâtiments torpilleurs, créés depuis 1874, n’utilisaient que la torpille portée, c’est-à-dire une charge d’explosif fixée au bout d’une hampe que le torpilleur allait heurter contre l’ennemi.). Le 29 mai 1877, le monitor péruvien Huáscar fut suivi par une torpille anglaise lancée par le HMS Shah (1873) (en) qui ne put jamais le rattraper : il filait 11 nœuds, elle 9 seulement.
Elle fait ses preuves au combat pendant la guerre russo-turque lorsque, le 16 janvier 1878, le navire ottoman Intibah a été coulé par des torpilleurs russes transportant des torpilles Whitehead, bien que cette histoire ait été contestée. Ce type de torpille fut utilisé jusqu'à la Seconde guerre mondiale par la plupart des forces navales.
Le terme «torpille» vient du poisson torpille, qui délivre un choc électrique pour étourdir sa proie.

## Technicité
Les premières torpilles Whitehead avaient une portée limitée et la vitesse était lente. Différents essais ont été effectués en 1870 et les torpilles ont parcouru une distance moyenne d'environ 600 mètres à une vitesse de 7 nœuds. En 1882, la vitesse de la torpille était déjà passée à 20 nœuds et en 1890 à 30 nœuds avec une portée de 400 mètres ou 24 nœuds avec une portée de 800 mètres. En 1895, l'opération a été considérablement améliorée avec l'introduction d'un gyroscope, qui a maintenu l'arme sur la bonne voie.
La torpille Whitehead avait quelques faiblesses. La torpille se déplaçait de haut en bas sur une bonne distance après le lancement avant de naviguer à une profondeur stable, laissant une traînée de bulles d'air derrière elle permettant à l'ennemi de suivre sa progression de près.
Une forte charge de Nitrocellulose doit être mise en feu par une étoupille, elle-même enflammée par le choc au but. Pour la protection du lanceur, celle n’est armée qu’après un certain parcours, durant lequel le déplacement rapide de la torpille dans l’eau fait tourner une pointe munie d’ailes en hélice et dévisse ainsi le percuteur pour lui donner du champ.
La torpille, ne devant pas naviguer à la vue ni dans l’agitation de la surface, porte un double appareil régulateur d’immersion ; elle frappe ainsi la coque ennemie plus bas que la cuirasse. A cet effet un piston hydrostatique, équilibré pour une profondeur donnée et un pendule qui réagit à toute inclinaison agissent ensemble sur le gouvernail de profondeur.
Le modèle Whitehead de 1877 pesait 177 kilogrammes, et portait 15 kg d’explosif. Son diamètre était de 38 centimètres et la pression initiale au réservoir d’air de 70 kilogrammes. Sa machine lui donnait des vitesses décroissant de 10 nœuds et demi à 6 nœuds, pour un parcours sous l’eau de 200 mètres. Mais, quand on voulait en régler le mécanisme de façon à économiser la dépense d’air dans le moteur et réaliser par suite des parcours d’environ 1 500 mètres, correspondant à sa portée limite, les vitesses ne dépassaient pas 7 nœuds.
Le modèle 1882 pèse déjà 530 kilogrammes, dont 40 d’explosif. Le modèle 1900 enfin en porte 113 kilogrammes, sur un poids total de 650 ; et l’air y est emmagasiné sous 150 kilogrammes ; le calibre est de 45 centimètres.

## Opérateurs
Le Royaume-Uni a acheté des torpilles Whitehead en 1870 et l'année suivante a acheté les droits de fabrication, commençant ainsi la production au Royal Arsenal de Woolwich. La Royal Navy a armé ses premiers sous-marins de torpilles Whitehead, à partir du HMS Holland 1. La France, l'Allemagne , l'Italie et la Russie furent les pays suivants à acheter ces torpilles, le Chili en 1877 et l'Argentine en 1878 étant les premiers à les acheter en Amérique. Whitehead a proposé au gouvernement des États-Unis la vente de son brevet en 1869 pour 75 000 dollars puis en 1873 pour 40 000 dollars, les refusant à chaque fois parce qu'il comptait davantage sur les torpilles qu'il développées dans le pays, bien qu'en 1892 un accord ait été conclu pour fabriquer cent torpilles Whitehead Mk 1 au prix de 2 000 $ chacune.
Dans les années 1880, Whitehead avoua avoir vendu 1 500 torpilles aux pays suivants : Royaume-Uni, 254 ; Russie, 250 ; France, 218 ; Allemagne, 203 ; Autriche, 100 ; Danemark, 83 ; Grèce, 70 ; Italie, 70 ; Portugal, 50 ; Argentine, 40 ; Belgique, 40 ; Chili, 26 ; Norvège, 26 et Suède, 26.
 Marine austro-hongroise
 Royal Navy
 Kaiserliche Marine
 Marine nationale
 Regia Marina
 Marine impériale russe
 Marine argentine
 Marine mexicaine
 Composante marine
 Marine royale danoise
 Marine hellénique
 Marine portugaise
 Marine chilienne
 Marine royale norvégienne
 Marine royale suédoise
 US Navy.

## Galerie

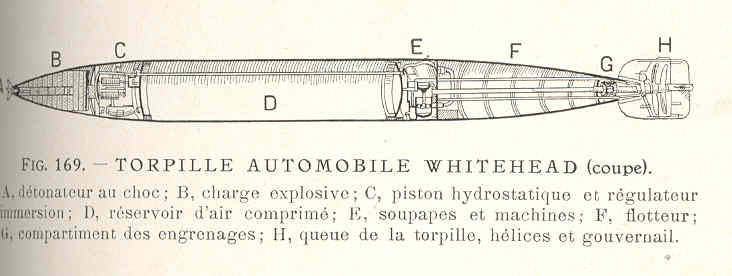
Coupe d'une torpille
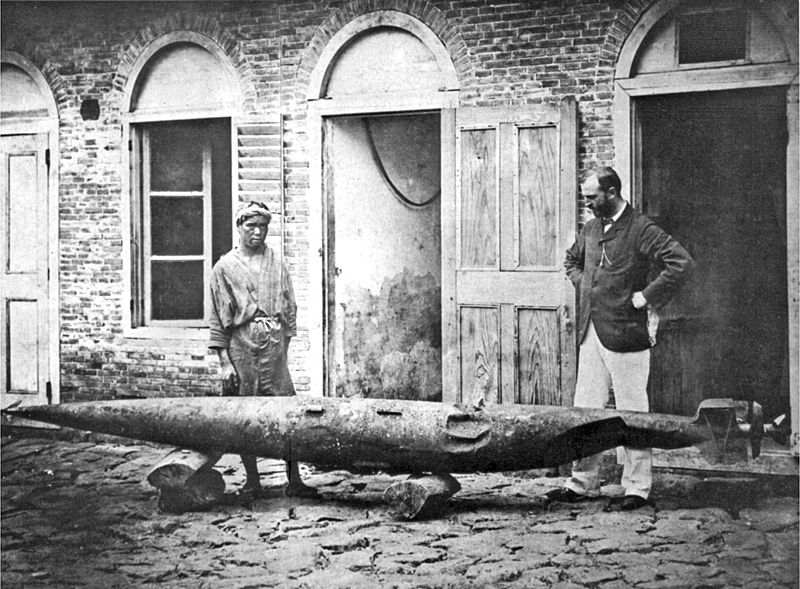
Robert Whitehead (à droite)
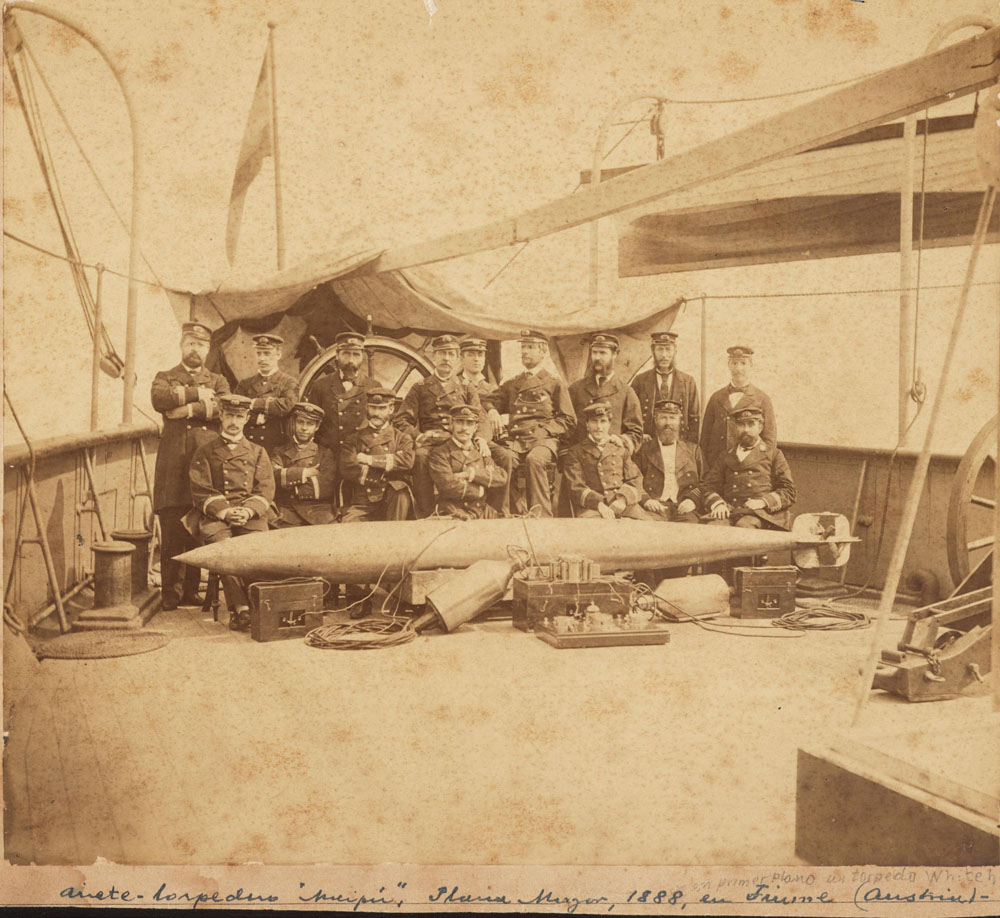
Marine argentine